# Orani João Tempesta
Orani João Tempesta O.Cist. (ur. 23 czerwca 1950 w São José do Rio Pardo) – brazylijski duchowny katolicki, arcybiskup Rio de Janeiro od 2009, kardynał.

## Życiorys
W 1969 złożył pierwsze śluby zakonne w zakonie cystersów, zaś trzy lata później śluby wieczyste. Święcenia kapłańskie przyjął 7 grudnia 1974 z rąk biskupa Tomása Vaquero. Po przyjęciu święceń kapłańskich pełnił m.in. funkcję przełożonego i opata cysterskiego klasztoru w São José do Rio Pardo.

### Episkopat
26 lutego 1997 został mianowany biskupem diecezji Rio Preto w stanie São Paulo. Sakry biskupiej udzielił mu biskup José de Aquino Pereira.
13 października 2004 mianowany arcybiskupem metropolitą Belém do Pará w stanie Pará, kanonicznie objął urząd 8 grudnia 2004.
27 lutego 2009 Benedykt XVI mianował go arcybiskupem Rio de Janeiro. Ingres odbył się 19 kwietnia 2009. Zastąpił na tym stanowisku przechodzącego na emeryturę kard. Eusébia Scheida.
Papież Franciszek mianował go kardynałem na konsystorzu w dniu 22 lutego 2014. Brał udział w konklawe 2025, które wybrało papieża Leona XIV.

## Odznaczenia
- Wielki Oficer Orderu Zasługi dla Sądownictwa (2009, Pará)[4]
- Komandor Orderu Zasługi dla Marynarki Wojennej (2011, Brazylia)[5]
- Krzyż Wielki Orderu Zasługi dla Sądownictwa (2012, Rio de Janeiro)[6]
- Order Zakonu Rycerskiego Grobu Bożego w Jerozolimie